# Podosesia surodes
Podosesia surodes is een vlinder uit de familie wespvlinders (Sesiidae), onderfamilie Sesiinae.
Podosesia surodes is voor het eerst wetenschappelijk beschreven door Hampson in 1919. De soort komt voor in het Afrotropisch gebied.